# Pederneira

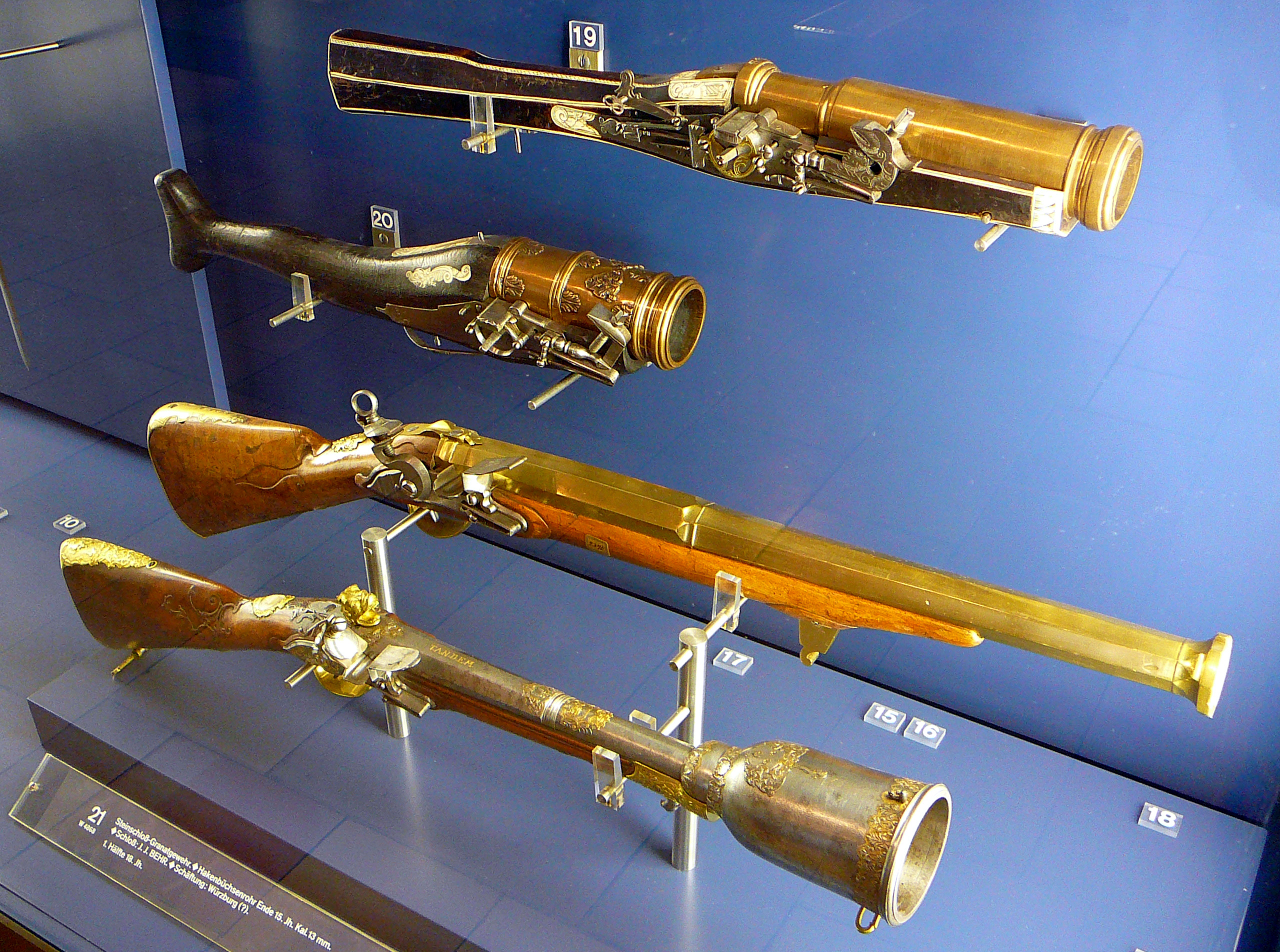
Várias armas de pederneira, em diferentes calibres e configurações.

Pederneira é um termo geral para qualquer arma de fogo com um mecanismo de ignição que use o sílex para gerar fagulhas e iniciar a ignição. O termo também pode se aplicar a uma forma específica do próprio mecanismo, também conhecido como "pederneira verdadeira", que foi introduzido no início do século XVII e rapidamente substituiu as tecnologias anteriores de ignição para armas de fogo, como a de fecho de mecha, a chave de roda e as pederneiras anteriores, como a doglock.
A "pederneira verdadeira" continuou em uso comum por mais de dois séculos, substituída pela espoleta de percussão, e mais tarde, pelos sistemas baseados em cartuchos no início do século XIX. Embora há muito substituídas pelas armas de fogo modernas, as armas de pederneira gozam de popularidade contínua entre os entusiastas do tiro com pólvora negra.

## História

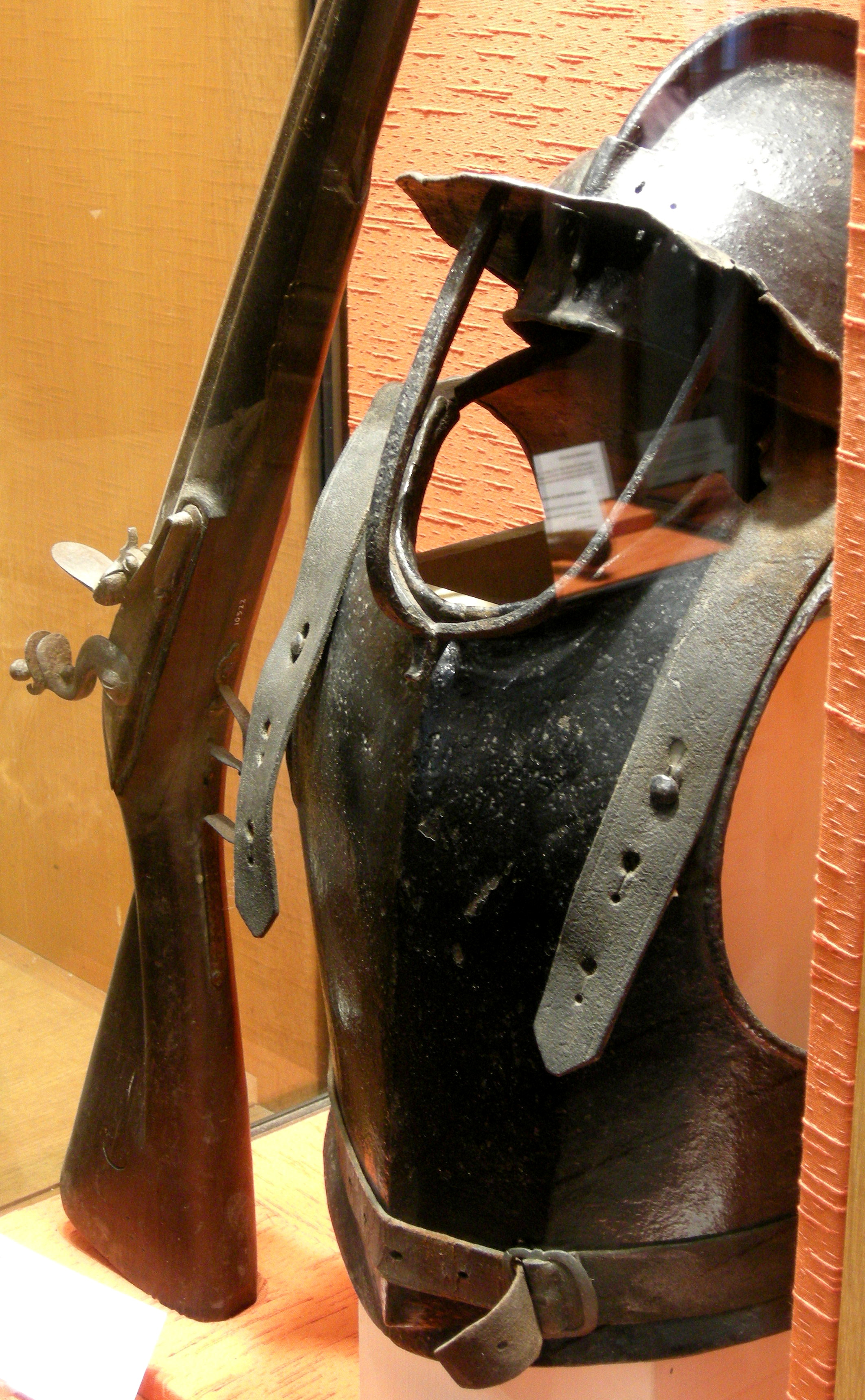
Uma armadura da Guerra Civil Inglesa com o mosquete de pederneira associado.

O armeiro da corte francesa Marin le Bourgeoys fez uma arma de fogo incorporando um mecanismo de pederneira para o Rei Luís XIII logo após sua ascensão ao trono em 1610. No entanto, armas de fogo usando algum tipo de mecanismo de ignição de sílex já estavam em uso há mais de meio século. O desenvolvimento de mecanismos de ignição de armas de fogo havia passado do fecho de mecha para o de chave de roda e para as pederneiras anteriores (snaplock, snaphance, miquelet e doglock) nos dois séculos anteriores, e cada tipo havia sido uma melhoria, contribuindo com recursos de design para armas de fogo posteriores que foram muito úteis. Le Bourgeoys ajustou esses vários recursos para criar o que ficou conhecido como pederneira verdadeira.
O novo mecanismo de pederneira rapidamente se tornou popular e era conhecido e usado de várias formas em toda a Europa em 1630, embora os sistemas mais antigos de pederneira continuassem sendo usados por algum tempo. Exemplos de mosquetes de pederneira antigos podem ser vistos na pintura "Marie de 'Medici as Bellona", de Rubens (pintada por volta de 1622-25).
Várias pederneiras de carregamento pela culatra (retrocarga) foram desenvolvidas a partir de 1650. A configuração mais popular tinha um cano que era desaparafusado do resto da arma. Obviamente, isso é mais prático em pistolas devido ao menor comprimento do cano. Esse tipo ficou conhecido como "Queen Anne pistol" (pistola da Rainha Anne), porque foi durante seu reinado que se tornou popular (embora tenha sido realmente introduzida no reinado do rei Guilherme III). Outro tipo possuia um conjunto de parafusos removíveis na lateral, na parte superior ou na parte inferior do cano. Um grande número de espingardas esportivas foi fabricado com este sistema, pois permitia um carregamento mais fácil em comparação com o carregamento pelo cano (antecarga) com uma bala e uma bucha de pano bem ajustados.
Um dos mais bem-sucedidos foi o sistema construído por Isaac de la Chaumette a partir de 1704. O cano podia ser aberto por 3 rotações do guarda-mato, ao qual estava preso. A bucha ficava presa ao cano e a bala e a pólvora eram carregados por cima. Este sistema foi aprimorado na década de 1770 pelo coronel Patrick Ferguson e 100 rifles experimentais foram usados na Guerra da Revolução Americana. As duas únicas pederneiras de retrocarga a serem produzidas em quantidade foram a "Hall" e a "Crespi". O primeiro foi inventado por John Hall e patenteado c. 1817, e foi adotado pelo Exército dos Estados Unidos como o "Model 1819 Hall Breech Loading Rifle".
Os rifles e carabinas "Hall" eram carregados usando um cartucho de papel combustível inserido pela frente do bloco da culatra pivotante para cima. As espingardas "Hall" vazavam gás do disparo devido a folgas no mecanismo. O mesmo problema afetou os mosquetes produzidos por Giuseppe Crespi e adotados pelo exército austríaco em 1771. Apesar disso, o sistema "Crespi" foi experimentado pelos britânicos durante as Guerras Napoleônicas, e o sistema "Hall" foi usado em serviço na Guerra Civil Americana.
As armas de pederneira eram comumente usadas até meados do século XIX, quando foram substituídas por sistemas de espoleta de percussão. Apesar de há muito serem consideradas obsoletas, as armas de pederneira continuam a ser produzidas hoje por fabricantes como Pedersoli, Euroarms e Armi Sport. Essas armas, não são apenas usadas pelos reencenadores modernos, mas também são usadas para a caça, pois muitos estados dos EUA dedicaram algumas estações de caça às armas de pólvora negra, o que inclui armas de pederneira e de percussão.

## Método de operação
- Um prendedor em forma de "gancho" segurando firmemente um pedaço de sílex é girado para meio curso, onde o gatilho cai em um entalhe de segurança no corpo, impedindo uma descarga acidental.
- A arma é carregada da forma usual com pólvora negra e bala e está agora em um estado "preparado e carregado", e é assim que normalmente seria carregada enquanto caçava ou se entrava em batalha.
- Para disparar, o "gancho" deve ser girado para curso completo. Quando o gatilho é acionado, o "cão" com o sílex na ponta atinge o rastilho, gerando as faiscas que iniciam o processo de ignição.
- Do rastilho a ignição se estende para toda a pólvora da câmara gerando o disparo propriamente dito.
- O Exército Britânico e o Exército Continental usaram cartuchos de papel para carregar suas armas.[3] Com ele a carga de pólvora junto com a bala estavam instantaneamente disponíveis para o soldado dentro deste pequeno envelope de papel, facilitando e tornando o processo de recarga mais rápido.